# Strolghino
Lo strolghino è un salame di dimensioni ridotte tipico delle province italiane di Parma e Piacenza.

## Composizione e preparazione
È ottenuto dalle rifilature magre del culatello e del fiocco di prosciutto, a loro volta ricavati da suini pesanti italiani. Per dare al culatello la sua tradizionale forma a pera è necessario infatti rifilare il pezzo e la pregiata carne che avanza viene destinata a questo prodotto di nicchia. Viste le dimensioni e la composizione magra, questo insaccato ha una stagionatura breve, di solito di 20 giorni.
La forma tradizionale è a ferro di cavallo, il diametro intorno ai 3 cm e la pezzatura oscilla tra 0,5 e 1 kg. È insaccato nella budellina suina ed è caratterizzato da una macinatura fine della carne.

## Origine del nome
Il nome strolghino deriva da strolag (femminile strolga), cioè astrologo o indovino in emiliano occidentale. 
Prende questo nome dal fatto che veniva utilizzato per prevedere l'andamento della stagionatura dei salami di pezzatura maggiore. Un'altra versione molto diffusa dà ragione di questa denominazione nella difficoltà di una corretta preparazione e stagionatura del prodotto, per le quali ci vuole appunto un indovino.

## Consumo
Lo strolghino si presenta molto magro e dal sapore delicato e soprattutto dolce. Va mangiato tenero e, per favorire la rimozione della pelle esterna, lo si può immergere per pochi minuti in acqua tiepida, ma ancor meglio avvolgere in un panno bagnato col vino bianco misto ad acqua.
Tradizionalmente lo si taglia in fette diagonali molto spesse e lo si serve accompagnato da crostini o pane fragrante come antipasto. Ottimo con la Malvasia.

## Conservazione
Lo strolghino va conservato in un luogo umido e fresco. Bisogna evitare gli ambienti secchi perché tende ad asciugare rapidamente. Per la stessa ragione non va fatto stagionare troppo a lungo, poiché in tal caso perderebbe la sua caratteristica dolcezza.